# Incidente OVNI de Jimmy Carter
Jimmy Carter, presidente de los Estados Unidos desde 1977 hasta 1981, afirmó haber visto un objeto volador no identificado en 1969 mientras estaba en Leary, Georgia. Mientras era gobernador de Georgia, el 14 de septiembre de 1973 la Oficina Internacional de OVNI'S de la Ciudad de Oklahoma, le pidió a Carter que presentara un informe sobre el avistamiento. Carter redactó una declaración el 18 de septiembre, que fue enviada por correo el 20 de septiembre.Desde su redacción, el informe ha sido objeto de estudio y de debate en numerosas ocasiones tanto por ufólogos como por miembros de los principales medios de comunicación.

## Avistamiento
Una tarde de 1969, dos años antes de convertirse en gobernador de Georgia, Carter se preparaba para dar un discurso en una reunión del Club de Leones. Informó que sobre las 19:15 de la tarde, uno de los invitados le llamó la atención sobre un extraño objeto blanco brillante, casi tan brillante como la Luna, que estaba a unos 30 grados sobre el horizonte, al oeste de donde se encontraban. El objeto empezó a dirigirse hacia su dirección, pero se detuvo detrás de un grupo de pinos, a una cierta distancia de ellos. Luego, el objeto cambió de color, primero a azul, luego a rojo, y luego nuevamente a blanco, antes de empezar alejarse. 
Carter sintió que el objeto tenía luz propia y que no era de naturaleza sólida. El informe de Carter indica que fue visto por otras 10 o 12 personas y que el objeto estuvo a la vista de 10 a 12 minutos antes de desaparecer.
En 1973, Carter reiteró:
Éramos unas veinte personas y estábamos en los exteriores de un pequeño restaurante, creo que era el comedor de una escuela secundaria, y una especie de luz verde apareció por el oeste. Esto ocurrió justo después del ocaso. El objeto se volvió cada vez más brillante y finalmente desapareció. No tenía ninguna sustancia sólida, era sólo una luz de aspecto muy peculiar. Ninguno de nosotros pudo saber qué era.
En una entrevista de 2005, Carter dijo:
De repente, uno de nosotros miró hacia arriba y dijo: “¡Mirad, allí al oeste!”. Y entonces vimos una luz brillante en el cielo. Todos lo vimos. Y entonces la luz se fue acercando cada vez más a nosotros. Luego se detuvo, no sé a qué distancia, pero se detuvo más allá de los pinos. Y de repente cambió de color a azul, luego a rojo y luego a blanco nuevamente. Estábamos tratando de averiguar qué podía ser, y luego se alejó.

## Fecha del incidente
Los investigadores han puesto en duda la fecha exacta en la que se produjo el avistamiento. Según el informe que presentó a la Oficina Internacional de OVNIs cuatro años después del incidente, Carter vio el OVNI en octubre de 1969. Sin embargo, los investigadores han tomado como referencia los registros del Club de Leones como prueba de que ocurrió nueve meses antes.
Según un informe de la reunión que presentó al Club de Leones, Carter pronunció su discurso en Leary el 6 de enero de 1969, no en octubre. El contexto de su reunión de enero, tal como se describe en su informe al Club de Leones, también coincide con el contexto que luego describiría a los medios de comunicación cuando habló sobre su avistamiento. Su informe al Club de Leones no mencionó el avistamiento en sí.
Otras pruebas descartan la fecha de octubre de 1969 y coinciden con la de enero de 1969. En primer lugar, Carter visitó el Club de Leones de Leary en su calidad de gobernador de distrito del Club de Leones. Su mandato finalizó en junio de 1969. En segundo lugar, el Club de Leones de Leary se disolvió varios meses antes de octubre de 1969.